# Nadnaturalny horror w literaturze
Nadnaturalny horror w literaturze (ang. Supernatural Horror in Literature) – esej historyczno- i teoretycznoliteracki H.P. Lovecrafta z lat 1925–1927 (rozszerzony w latach 30. XX wieku). Powstał za namową Paula Cooka, przyjaciela pisarza. Po raz pierwszy ukazał się w czasopiśmie „Recluse”. 
Esej składa się z kilku rozdziałów, omawiających historię literatury grozy oraz przedstawiający sylwetki jej twórców (osobny rozdział poświęcony jest twórczości Edgara Allana Poe, którego Lovecraft podziwiał). Ponadto wstęp do utworu zawiera Lovecrafta teorię gatunku.

## Wydania polskie
- Howard Phillips Lovecraft: Nadnaturalny horror w literaturze. Przełożył Andrzej Ledwożyw. Warszawa: Scutum, 2000. Brak numerów stron w książce
- Howard Phillips Lovecraft: Nadnaturalny horror w literaturze. Przełożyli Andrzej Ledwożyw, Łukasz M. Pogoda, Robert Lipski. Warszawa: Fantasmagoricon, 2008. ISBN 978-83-925540-6-6. Brak numerów stron w książce
- Nadprzyrodzona groza w literaturze. W: Howard Phillips Lovecraft: Przyszła na Sarnath zagłada. Przełożył Maciej Płaza. Poznań: Vesper, 2016. ISBN 978-83-7731-236-0. Brak numerów stron w książce